# Robin Gosens
Robin Everardus Gosens (født 5. juli 1994) er en tysk fodboldspiller af hollandsk oprindelse, der til dagligt spiller for Union Berlin i den tyske Bundesliga.
Gosens står (pr. juni 2023) noteret for 16 kampe for det tyske landshold, som han debuterede for 3. september 2020 i kamp mod Spanien i UEFA Nations League 2020-21.